# أندريه بوريل
كانت أندريه ريموند بوريل (18 نوفمبر 1919 - 6 يوليو 1944)، واسمها الحركي دينيس، امرأة فرنسية عملت لصالح المقاومة الفرنسية بصفة عميلة تابعة لمنظمة تنفيذ العمليات الخاصة السرية في الحرب العالمية الثانية. كان هدف المنظمة التجسس والاستطلاع وتنفيذ العمليات في أوروبا المحتلة ضد قوى المحور، وخاصة ألمانيا النازية. تحالف عملاء المنظمة مع مجموعات المقاومة وزودوهم بالأسلحة والمعدات التي أُنزلت بالمظلات من إنجلترا.
في سبتمبر 1942، كانت بوريل مع عميلة أخرى أول عميلتين من منظمة تنفيذ العمليات الخاصة نزلتا في فرنسا بالمظلات. في باريس، أصبحت بوريل عضوًا في شبكة «بروسبر» التابعة لمنظمة تنفيذ العمليات الخاصة في فرنسا المحتلة حيث عملت في إرسال الرسائل. كانت بروسبر أكبر وأهم شبكة للعمليات الخاصة في فرنسا وكانت بوريل شخصية مهمة في قيادتها. اعتقل الغيستابو بوريل في يونيو 1943. وأعُدمت لاحقًا في يوليو 1944 في معسكر اعتقال ناتزويلر-ستروتهوف.

## النشأة
وُلدت أندريه بوريل في عائلة من الطبقة العاملة في بيكون لي برويير، وهي ضاحية شمال غرب باريس، فرنسا. أجادت الرياضة، ووصفتها أختها الكبرى (ليون) بأنها كالفتيان في قوتها وتحملها واهتماماتها التي شملت ركوب الدراجات في الريف والتجول والتسلق.
توفي والدها (لويس) حين كان عمرها 11 عامًا، وتركت بوريل المدرسة في سن 14 للعمل لدى مصمم ملابس لمساعدة عائلتها. حين كانت في السادسة عشرة من العمر، انتقلت عائلتها إلى باريس، حيث عملت بوريل بصفة مساعدة في مخبز بولانجيري باجو مدة عامين. وعملت بعدها في بازار أمستردام بصفة مساعدة في البيع، وهناك حصلت على عطلة في أيام الأحد استمتعت فيها بركوب الدراجات. في أكتوبر 1939، نُصحت والدة بوريل (أوجيني) بالانتقال إلى منطقة ذات مناخ دافئ من أجل صحتها، فأخذت أندريه وأختها إلى تولون على ساحل البحر الأبيض المتوسط حيث كان للعائلة أصدقاء.
قبل وقت قصير من اندلاع الحرب العالمية الثانية، سافرت بوريل مدفوعة بتعاطفها الاشتراكي إلى إسبانيا لمساعدة الحكومة الجمهورية في معركتها ضد الفاشيين المدعومين من النازيين في إسبانيا. لكنها عادت إلى فرنسا بعد أن وجدت أن الحرب في إسبانيا خاسرة.

## العمل الحربي في أوروبا (1939–42)
حين اندلعت الحرب العالمية الثانية، تطوعت بوريل مقدمةً خدماتها للصليب الأحمر. التحقت بدورة مكثفة في التمريض أكملتها في 20 يناير 1940، فأصبحت مؤهلة للعمل بصفة ممرضة لدى جمعية النساء الفرنسيات. بدأت بوريل العمل في مستشفى كومبليمينتير في نيم في أوائل فبراير، ثم أُعيدت بعد 15 يومًا بعد صدور مرسوم منع عمل الممرضات دون سن 21 عامًا في المستشفيات. أُلغي هذا المرسوم بعد أيام وأُرسلت إلى مستشفى بوكير في بوكير. وكان الملازم موريس دوفور من زملائها في المستشفى، وعندما أُغلق المستشفى، أُرسلا للعمل في مستشفى كومبليمينتير. قرب نهاية يوليو، كان من المقرر إغلاق هذا المستشفى أيضًا، وبناء على طلب دوفور، سمح لبوريل بالاستقالة من هذه المؤسسة شبه العسكرية، ثم اتجهت للعمل مع دوفور في «بات لاين» أو خط بات، وهي منظمة سرية شارك فيها دوفور.
في بداية أغسطس 1941، أقامت بوريل ودوفور فيلا رينيه تيريز في كانيه بلاج، على ساحل البحر المتوسط خارج بربينيان وقرب الحدود الإسبانية. أصبح هذا آخر منزل آمن في خط بات (قبل الطريق الصعب والخطير فوق جبال البرانس)، وهي شبكة هروب أنشأها ألبرت غيريس (بدعم من مديرية المخابرات العسكرية البريطانية القسم 9)، وساعدت الطيارين البريطانيين الذين أُسقطوا فوق فرنسا وعملاء منظمة تنفيذ العمليات الخاصة واليهود وغيرهم على الهروب من الأجزاء الفرنسية التي احتلتها ألمانيا. تبين أن الفيلا صغيرة جدًا، فاستأجرا في بداية أكتوبر فيلا أنيتا. قرب نهاية ديسمبر، اختُرقت شبكة الهروب من قبل الألمان. وانتقلت بوريل ودوفور إلى أماكن إقامة أخرى لتجنب الاعتقال ثم هربا فوق جبال البرانس في منتصف فبراير إلى إسبانيا ثم إلى البرتغال، وسافرا بعد ذلك إلى إنجلترا (دوفور في 29 مارس 1942 وبوريل في 24 أبريل 1942).

## الوصول إلى إنجلترا
عقب نزولها في إنجلترا، نُقلت بوريل إلى المدرسة الوطنية الملكية كجميع الوافدين من القارة الأوروبية. كانت المدرسة مركز التصاريح الأمنية لمديرية المخابرات العسكرية البريطانية القسم 5. وخلص تقريرهم إلى ما يلي:
«تبدو قصة الآنسة بوريل واضحة تمامًا. وقد أكدها دوفور الذي كفلها عند وصوله إلى إنجلترا. إنها نوع ممتاز من الفتيات الريفيات، ذكية ويبدو أنها وطنية حريصة. من وجهة نظر أمنية، لا أجد أي شيء ضد الآنسة بوريل وأوصي بإطلاق سراحها إلى القوات الفرنسية الحرة».
أرادت بوريل الانضمام إلى القوات الفرنسية الحرة لكن هؤلاء لم يرغبوا بالعمل مع المواطنين الفرنسيين الذين عملوا مع البريطانيين (الذين كانوا على صلة بشبكة الهروب التي عملت بوريل لصالحها)، ولم يُبدوا الاهتمام ببوريل لأنها رفضت الكشف عن معلومات عن أنشطتها السابقة جميعها. تواصلت منظمة تنفيذ العمليات الخاصة لاحقًا مع بوريل وضمتّها في 15 مايو 1942.

## منظمة تنفيذ العمليات الخاصة (1942–44)

### التدرب لدى منظمة تنفيذ العمليات الخاصة
كانت بوريل ملائمة للعمل بصفة عميل ميداني لصالح منظمة تنفيذ العمليات الخاصة. كتب محاوِرها في المقابلة التي أجرتها المنظمة معها:
«منذ وصولها إلى لندن، حاولَت الانضمام إلى فيلق النساء التابع لحركة فرنسا الحرة، لكنهم اشترطوا أن تمنحهم كل المعلومات الاستخباراتية المتعلقة بالمنظمة التي عملت معها في فرنسا. ورفضت ذلك لذا رفضوا توظيفها. أعتقد أنها ستكون إضافة ممتازة إلى فيلق النساء الخاص بنا ولن يكون من الصعب ضمّها ... قالت إنها مستعدة تمامًا لإعطائنا المعلومات التي ترفض تقديمها للفرنسيين الأحرار».
تدربت بوريل في منظمة تنفيذ العمليات الخاصة لتصبح عميلة ميدانية في القسم إف التابع للمنظمة وعملت في الوقت نفسه بصفة ممرضة. عندما أنهت تدريبها بنجاح، رُقيت إلى رتبة ملازم. تضمن تقرير القائد التقييم التالي:
«ذات ذكاء جيد، رغم أنا تفتقر إلى الخيال إلى حد ما. لديها قدرة تنظيمية قليلة وستبذل قصارى جهدها في إطار تعليمات محددة. إنها قوية حقًا وتعتمد على نفسها ومتماسكة جدًا. ذات تفكير منطقي وقادرة على الاعتناء بنفسها في أي ظرف من الظروف ويمكن الوثوق بها تمامًا. تخلصت من ثقتها المفرطة واستفادت كثيرًا من الدورة وطورت نهجًا متوازنًا في حل المشاكل. شخصية لطيفة للغاية ويجب أن تترقى في النهاية إلى عميل من الدرجة الأولى».
وجدها الرجال الذين تدربت معهم «غير متكلفة بحكم العادة، ومن الطبقة الدنيا، ومشاكسة». ووصفت بأنها «منفتحة ومرحة ومحبوبة، من السهل مشاركتها في التدخين والضحك، ولكنها بريئة أيضًا، ولم تتصلب ولم تتأذى من إضناء الحرب».